# Roulland Le Roux
Pour les articles homonymes, voir Le Roux.
Roulland Le Roux (fl. 1465-1527) est un sculpteur et maître d'œuvre français.
Il est à l'origine de la Tour de Beurre et de la façade ouest — de style flamboyant — de la cathédrale Notre-Dame de Rouen.
Il a également participé à la réalisation du mausolée des cardinaux d'Amboise, sur lequel il se serait représenté.
Sans preuve, on a dit qu'il contribua également à l'édification du palais de justice de la capitale normande  et du Bureau des Finances de Rouen.

## Hommage
Une rue de Rouen porte son nom.